# Eraso (Larraun)
Eraso ou anciennement Seigneurie d'Eraso (Señorío de Eraso en espagnol) est une commune située dans la municipalité de Larraun de la communauté forale de Navarre, dans le Nord de l’Espagne.
Cette commune se situe dans la zone bascophone de la Navarre. Elle est située dans la mérindade de Pampelune, à 44,6km de Pampelune. 
Il existe deux autres noyaux de population dans cette municipalité, Lezaeta, qui forme une commune avec Azpirotz et la Seigneurie d'Eraso, mais qui dépendent de la commune d'Errazkin.

## Géographie
La commune d'Eraso est située dans la partie ouest de la municipalité de Larraun, à 1,8km au nord d'Errazkin.

## Histoire
Eraso est devenue une seigneurie quand le roi Charles II de Navarre a cédé le trône à Juan Lopez de Eraso en 1367, pour ses services à la frontière à Guipuscoa. Les propriétés sont rattachées au majorat (mayorazgo en espagnol). À la suite de l'irruption du libéralisme dans la première moitié du XIXe siècle, en 1847, les propriétés deviennent publiques, et les habitants deviennent des locataires, usant des propriétés à des fins agricoles.
Un dictionnaire publié en 1802 décrit Eraso comme un palais majestueux, avec trois maisons contigües et un moulin à farine, pour une population de 43 âmes[réf. nécessaire].

## Monuments

### Le palais d'Eraso
Ce palais figure dans la liste officielle des palais du Royaume, et son seigneur figure en 1513 parmi les chevaliers récompensés pour leur temps de caserne, devenu noble.

### Église de Saint Michel
Sa construction remonte au XIIIe siècle, bien qu'elle ait subi plusieurs modifications par la suite. 
L'édifice est de style gothique et se compose d'une nef unique au mur d'extrémité droit, d'une sacristie à l'arrière et d'un clocher rectangulaire situé au pied de la nef. La nef est couverte d'une voûte en berceau brisé avec des arcs transversaux qui reposent sur des corbeaux fixés au mur. Sa porte principale est formée d'un arc brisé aux archivoltes lisses qui reposent sur des chapiteaux à décor incisé de type végétal, avec un chrismon situé au-dessus de la clé de voûte. 
Son intérieur met en valeur son retable principal d'origine romane créé dans les premières décennies du XVIIe siècle.